# Duagh
Duagh (iriska: Dubháth) är en ort i republiken Irland.   Den ligger i grevskapet Ciarraí och provinsen Munster, i den sydvästra delen av landet, 240 km väster om huvudstaden Dublin. Duagh ligger 78 meter över havet och antalet invånare är 209.
Terrängen runt Duagh är lite kuperad. Runt Duagh är det ganska glesbefolkat, med 34 invånare per kvadratkilometer. Närmaste större samhälle är Abbeyfeale, 6,8 km sydost om Duagh. Trakten runt Duagh består i huvudsak av gräsmarker.